# Kaundorf
Kaundorf (en luxembourgeois : Kauneref) est une section de la commune luxembourgeoise du Lac de la Haute-Sûre située dans le canton de Wiltz.